# Parabrotula
Parabrotula är ett släkte av fiskar. Parabrotula ingår i familjen Parabrotulidae.
Kladogram enligt Catalogue of Life:
| Parabrotula | \| \| Parabrotula plagiophthalma \| \| \| \| \| \| Parabrotula tanseimaru \| \| \| \| |
|             | \| \| Parabrotula plagiophthalma \| \| \| \| \| \| Parabrotula tanseimaru \| \| \| \| |
|             | Leucobrotula                                                                          |
|             |                                                                                       |
|             | Parabrotula plagiophthalma                                                            |
|             |                                                                                       |
|             | Parabrotula tanseimaru                                                                |
|             |                                                                                       |

|  | Parabrotula plagiophthalma |
|  |                            |
|  | Parabrotula tanseimaru     |
|  |                            |